# Corien Botha
Corien Botha (* 13. Juni 1970) ist eine ehemalige südafrikanische Hürdenläuferin, die sich auf die 100-Meter-Distanz spezialisiert hat. Sie war Inhaberin des Landesrekordes und 1998 gewann sie bei den Afrikameisterschaften in Dakar die Bronzemedaille über diese Distanz.

## Sportliche Laufbahn
Erste internationale Erfahrungen sammelte Corien Botha vermutlich im Jahr 1997, als sie bei den Weltmeisterschaften in Athen mit 13,12 s im Halbfinale über 100 m Hürden ausschied, nachdem sie im Vorlauf mit 13,00 s einen neuen Landesrekord aufgestellt hatte. Im Jahr darauf gewann sie bei den Afrikameisterschaften in Dakar in 13,25 s die Bronzemedaille hinter der Nigerianerin Glory Alozie und Mame Tacko Diouf aus dem Senegal. Anschließend wurde sie bei den Commonwealth Games in Kuala Lumpur im Finale disqualifiziert. 1999 belegte sie bei den Afrikaspielen in Johannesburg in 13,36 s den fünften Platz und beendete daraufhin ihre aktive sportliche Karriere im Alter von 29 Jahren.
In den Jahren von 1997 bis 1999 wurde Botha südafrikanische Meisterin im 100-Meter-Hürdenlauf.

## Persönliche Bestzeiten
- 100 m Hürden: 12,86 s (+2,0 m/s), 30. Juni 1998 in Riga